# Morkoka
De Morkoka (Russisch: Моркока) is een 841 kilometer lange rechter zijrivier van de Marcha in de Russische autonome Siberische deelrepubliek Jakoetië.

## Verloop
De Morkoka ontspringt op 627 meter hoogte uit het Bajyttachmeer (ook Byjyttachmeer), op iets ten noorden van de noordpoolcirkel in het tot het Midden-Siberisch Bergland behorende Viljoejplateau. Ze doorstroomt dit hoogland in zuidoostelijke en later oostelijke richting door een diep in het plateau ingesneden dal en meandert vanaf de middenloop verder in grote bogen. De rivier buigt in de benedenloop af naar het noordoosten en mondt kort daarna op een hoogte van 148 meter uit in de aldaar ongeveer even brede Marcha, die weer een zijstroom vormt van de Viljoej. De Morkoka is nabij de monding ongeveer 200 meter breed, maar slechts ongeveer een meter diep. De stroomsnelheid bedraagt er 0,7 m/sec.
De belangrijkste zijrivieren zijn de Tangchan (131 km lang) en de Morkoka-Marcharata (179 km lang), beide gelegen aan linkerzijde.

## Hydrografie
Het stroomgebied van de Morkoka omvat ongeveer 32.400 km². De Morkoka is bevroren van de eerste helft van oktober tot de tweede helft van mei.

## Infrastructuur en economie
De rivier is onbevaarbaar. Het bergachtige stroomgebied van de Morkoka is grotendeels onbewoond en er is dan ook bijna geen infrastructuur. In de minddenloop bevindt zich een brug die de weg van Lensk (aan de Lena) via Mirny en Tsjernysjevski (aan de stuwdam van het Viljoej-stuwmeer) verbindt met het noordelijk gelegen centra van de diamantwinning Ajchal en Oedatsjny. De Viljoej-stuwdam ligt op 190 kilometer ten zuiden en Ajchal op 180 kilometer ten noorden van de brug. Bij de brug bevindt zich ook de enige kleine nederzetting van de rivier.